# Natació als Jocs Olímpics d'Estiu de 1932 - 100 metres lliures femenins
Els 100 metres lliures femenins va ser una de les onze proves de natació que es disputaren als Jocs Olímpics d'Estiu de Los Angeles de 1932. La competició es disputà entre el 6 i el 8 d'agost de 1932. Hi van prendre part 19 nedadores procedents de 10 països.

## Medallistes
| Or                   | Plata                 | Bronze                |
| Helene Madison (USA) | Willy den Ouden (NED) | Eleanor Saville (USA) |

## Rècords
Aquests eren els rècords del món i olímpic que hi havia abans de la celebració dels Jocs Olímpics de 1932.
| Rècord del Món | 1' 06.6" | Helene Madison  | Boston (USA)    | 20 d'abril de 1931 |
| Rècord Olímpic | 1' 11.0" | Martha Norelius | Amsterdam (NED) | 11 d'agost de 1928 |

En les sèries es va millorar diverses vegades el rècord olímpic: en la segona per Joyce Cooper amb 1:09.0, en la tercera per Helene Madison amb 1:08.9 i en la quarta per Eleanor Saville amb 1:08.5. En la primera semifinal Willy den Ouden va millorar el rècord olímpic amb 1:07.6 i en la final novament Madison va batre el rècord olímpic amb 1:06.8.

## Resultats

### Sèries
Es van disputar el dissabte 6 d'agost de 1932. Les dues millors nedadores de cada sèrie i la millor tercera passaven a les semifinals.
Sèrie 1
| Posició | Nedadora                | Temps  | Qual. |
| ------- | ----------------------- | ------ | ----- |
| 1       | Corrie Laddé (NED)      | 1:12.1 | Q     |
| 2       | Yvonne Godard (FRA)     | 1:12.2 | Q     |
| 3       | Valerie Davies (GBR)    | 1:12.7 |       |
| 4       | Hatsuho Matsuzawa (JPN) | 1:17.1 |       |
| 5       | Marjorie Linton (CAN)   | 1:19.9 |       |

Sèrie 2
| Posició | Nedadora              | Temps  | Qual. |
| ------- | --------------------- | ------ | ----- |
| 1       | Joyce Cooper (GBR)    | 1:09.0 | Q OR  |
| 2       | Josephine McKim (USA) | 1:09.3 | Q     |
| 3       | Frances Bult (AUS)    | 1:11.4 | q     |
| 4       | Maria Vierdag (NED)   | 1:13.3 |       |
| 5       | Irene Mullen (CAN)    | 1:15.2 |       |

Sèrie 3
| Posició | Nedadora             | Temps  | Qual. |
| ------- | -------------------- | ------ | ----- |
| 1       | Helene Madison (USA) | 1:08.9 | Q OR  |
| 2       | Jenny Maakal (RSA)   | 1:11.0 | Q     |
| 3       | Lilli Andersen (DEN) | 1:11.6 |       |
| 4       | Edna Hughes (GBR)    | 1:15.1 |       |
| 5       | Kazue Kojima (JPN)   | 1:16.2 |       |

Sèrie 4
| Posició | Nedadora              | Temps  | Qual. |
| ------- | --------------------- | ------ | ----- |
| 1       | Eleanor Saville (USA) | 1:08.5 | Q OR  |
| 2       | Willy den Ouden (NED) | 1:09.2 | Q     |
| 3       | Yukie Arata (JPN)     | 1:16.1 |       |
| 4       | Irene Pirie (CAN)     | 1:16.3 |       |
| 5       | Maria Lenk (BRA)      | 1:25.8 |       |

### Semifinals
Es van disputar el diumenge 7 d'agost de 1932. Les tres més ràpides de cada semifinal van passar a la final.
Semifinal 1
| Posició | Nedadora              | Temps  | Qual. |
| ------- | --------------------- | ------ | ----- |
| 1       | Willy den Ouden (NED) | 1:07.6 | Q OR  |
| 2       | Eleanor Saville (USA) | 1:08.8 | Q     |
| 3       | Josephine McKim (USA) | 1:08.8 | Q     |
| 4       | Joyce Cooper (GBR)    | 1:09.2 |       |
| 5       | Yvonne Godard (FRA)   | 1:14.1 |       |

Semifinal 2
| Posició | Nedadora             | Temps  | Qual. |
| ------- | -------------------- | ------ | ----- |
| 1       | Helene Madison (USA) | 1:09.9 | Q     |
| 2       | Frances Bult (AUS)   | 1:10.2 | Q     |
| 3       | Jenny Maakal (RSA)   | 1:10.6 | Q     |
| 4       | Corrie Laddé (NED)   | 1:11.8 |       |

### Final
Es va disputar el dilluns 8 d'agost de 1932.
| Posició | Nedadora              | Temps     |
| ------- | --------------------- | --------- |
| 1       | Helene Madison (USA)  | 1:06.8 OR |
| 2       | Willy den Ouden (NED) | 1:07.8    |
| 3       | Eleanor Saville (USA) | 1:08.2    |
| 4       | Josephine McKim (USA) | 1:09.3    |
| 5       | Frances Bult (AUS)    | 1:09.9    |
| 6       | Jenny Maakal (RSA)    | 1:10.8    |